# Romeville
Romeville es un lugar designado por el censo ubicado en la parroquia de St. James en el estado estadounidense de Luisiana. En el Censo de 2010 tenía una población de 130 habitantes y una densidad poblacional de 14,08 personas por km².

## Geografía
Romeville se encuentra ubicado en las coordenadas 30°4′6″N 90°49′56″O / 30.06833, -90.83222. Según la Oficina del Censo de los Estados Unidos, Romeville tiene una superficie total de 9.23 km², de la cual 8.4 km² corresponden a tierra firme y (8.95%) 0.83 km² es agua.

## Demografía
Según el censo de 2010, había 130 personas residiendo en Romeville. La densidad de población era de 14,08 hab./km². De los 130 habitantes, Romeville estaba compuesto por el 16.15% blancos, el 83.85% eran afroamericanos, el 0% eran amerindios, el 0% eran asiáticos, el 0% eran isleños del Pacífico, el 0% eran de otras razas y el 0% pertenecían a dos o más razas. Del total de la población el 0% eran hispanos o latinos de cualquier raza.